# Christian Dura
Christian Dura est un directeur artistique et adaptateur français né le 12 janvier 1945 à Bordeaux (Gironde). Il est notamment connu pour son travail en tant que tel sur la version française de la série Les Simpson.
Il a adapté en français la plupart des films réalisés par Steven Spielberg, Clint Eastwood et Robert Zemeckis. En tant qu'adaptateur, il a fréquemment collaboré avec les directeurs artistiques Jenny Gérard, Michel Gast et Jean-Philippe Puymartin.

## Théâtre

### Metteur en scène
- 1995 : La Femme de cristal de Phil Young, Théâtre du Bourg-Neuf (Avignon OFF)[1]

## Biographie
En 2013, il fait une courte apparition dans le court-métrage Being Homer Simpson d'Arnaud Demanche.
Metteur en scène, il collabore notamment avec le cabaret parisien le Paradis latin et y crée des spectacles,.

## Filmographie

### Réalisateur
- 1980 : Comme une femme

### Directeur artistique
- 2006 : Le Héros de la famille de Thierry Klifa[4]

### Assistant réalisateur
- 1970 : Céleste de Michel Gast

## Doublage

### Direction artistique

#### Films
- 1980 : Brubaker
- 1982 : Blade Runner
- 1987 : Les Sorcières d'Eastwick
- 1987 : L'Arme fatale
- 1988 : Tequila Sunrise
- 1989 : Les Banlieusards
- 1989 : Tango et Cash
- 1990 : Total Recall
- 1995 : Bad Boys
- 1998 : Still Crazy : De retour pour mettre le feu
- 1999 : Une vie volée
- 2007 : Les Simpson, le film

#### Séries d'animation
- 1989-2022 : Les Simpson (saisons 1 à 34)

## Adaptation

### Cinéma

#### Films
- 1940 : Le Dictateur (adapté et doublé en 1968)
- 1963 : La Malédiction d'Arkham (adapté et doublé en 1970)
- 1966 : Grand Prix
- 1966 : Lily la tigresse
- 1967 : Tony Rome est dangereux
- 1967 : Les Monstres de l'espace
- 1967 : Sept fois femme
- 1968 : L'Étrangleur de Boston
- 1968 : Les Producteurs
- 1968 : Les Vierges de Satan
- 1970 : Les Folles Nuits de la Bovary
- 1970 : MASH
- 1970 : L'Insurgé
- 1971 : Les Évadés de la planète des singes
- 1971 : Les Chiens de paille
- 1971 : Les Quatre Desperados
- 1971 : Et viva la révolution !
- 1972 : Les Amours clandestines d'une aristochatte
- 1972 : Un petit coup dans les baguettes
- 1973 : Le Cercle noir
- 1973 : Turkish Délices
- 1973 : Les Amazones
- 1973 : La Bataille de la planète des singes
- 1973 : Dans la poussière du soleil
- 1973 : La Chasse aux diplômes
- 1973 : Jeunes Filles au couvent
- 1973 : A pleins chargeurs
- 1974 : Zardoz
- 1974 : Tom foot
- 1974 : La Tour des monstres
- 1974 : En voiture, Simone
- 1974 : Flesh Gordon
- 1974 : Plus fort que la tempête
- 1975 : Le Froussard héroïque
- 1975 : Le Sixième Continent
- 1975 : La Pluie du diable
- 1975 : Capone
- 1975 : Faites-le avec les doigts
- 1975 : La Chevauchée terrible
- 1975 : Les Trois Jours du Condor
- 1975 : Les Aventuriers du Lucky Lady
- 1975 : Le Frère le plus futé de Sherlock Holmes (co-adaptation avec Maria Signorini)
- 1976 : Ambulances tous risques
- 1976 : La Malédiction
- 1976 : La Duchesse et le Truand
- 1976 : Meurtres sous contrôle
- 1976 : Intervention Delta
- 1976 : C'est toujours oui quand elles disent non
- 1976 : L'Homme qui venait d'ailleurs
- 1977 : Star Wars, épisode IV : Un nouvel espoir (scènes de la version spéciale de 1997 seulement)
- 1977 : Douce Captive
- 1977 : Les Survivants de la fin du monde
- 1977 : Delicia, ou la croisière des caresses
- 1977 : On m'appelle Dollars
- 1977 : Week-end sauvage
- 1977 : Outrageous!
- 1978 : Mort sur le Nil
- 1978 : Les Faiseurs de Suisses
- 1978 : Une femme libre
- 1978 : The Wiz
- 1978 : Magic
- 1978 : Le Boxeur manchot / Le roi du kung-fu attaque
- 1978 : Furie
- 1978 : L'Infirmière de la compagne casse-cou
- 1978 : Damien : La Malédiction 2
- 1978 : Quand les abeilles attaqueront
- 1979 : Quintet
- 1979 : The Rose
- 1979 : Alien
- 1980 : Star Wars, épisode V : L'Empire contre-attaque
- 1980 : Kagemusha, l'Ombre du guerrier
- 1980 : Héros ou Salopards
- 1980 : Rien n'arrête la musique
- 1980 : Enquête sur une passion
- 1981 : Halloween 2
- 1981 : Les Chariots de feu
- 1982 : Conan le Barbare
- 1982 : Halloween 3
- 1982 : Blade Runner
- 1983 : Le Verdict
- 1982 : Poltergeist
- 1982 : E.T. l'extra-terrestre (1er et 2e doublages)
- 1983 : Star Wars, épisode VI : Le Retour du Jedi
- 1983 : Les déchaînées de Shanghai
- 1983 : Christine
- 1983 : Jamais plus jamais
- 1983 : À bout de souffle, made in USA
- 1983 : Krull
- 1984 : La Route des Indes
- 1984 : Cotton Club
- 1984 : Body Double
- 1985 : Retour vers le futur
- 1985 : Silverado
- 1985 : La Couleur pourpre
- 1985 : Commando
- 1986 : La Petite Boutique des horreurs
- 1987 : L'Arme fatale
- 1987 : Empire du soleil
- 1987 : Princess Bride
- 1987 : Les Sorcières d'Eastwick
- 1988 : Qui veut la peau de Roger Rabbit
- 1988 : Tequila Sunrise
- 1988 : À bout de course
- 1988 : J'ai épousé une extra-terrestre
- 1989 : L'Arme Fatale 2
- 1989 : Abyss
- 1989 : Tango et Cash
- 1989 : Retour vers le futur 2
- 1989 : Always
- 1989 : Indiana Jones et la Dernière Croisade
- 1989 : Les Banlieusards
- 1990 : Ghost
- 1990 : Retour vers le futur 3
- 1990 : Les Arnaqueurs
- 1990 : Chasseur blanc, cœur noir
- 1990 : La Relève
- 1991 : Le Docteur
- 1991 : Talons aiguilles
- 1991 : À propos d'Henry
- 1991 : Terminator 2 : Le Jugement dernier
- 1991 : Hook ou la Revanche du capitaine Crochet
- 1992 : Impitoyable
- 1992 : La mort vous va si bien
- 1992 : L'Arme Fatale 3
- 1993 : La Liste de Schindler
- 1993 : Jurassic Park
- 1993 : Un monde parfait
- 1993 : Le Fugitif
- 1994 : Vivre !
- 1994 : Forrest Gump
- 1994 : Muriel
- 1994 : Les Évadés
- 1995 : Losing Isaiah : Les Chemins de l'amour
- 1995 : Casper
- 1995 : Sur la route de Madison
- 1996 : Independence Day
- 1996 : Fantômes contre fantômes
- 1996 : L'Effaceur
- 1997 : Le Monde perdu : Jurassic Park
- 1997 : Amistad
- 1997 : Minuit dans le jardin du bien et du mal
- 1997 : Titanic
- 1997 : Le Pacificateur
- 1997 : Smilla
- 1997 : Contact
- 1998 : Il faut sauver le soldat Ryan
- 1998 : L'Arme Fatale 4
- 1998 : Still Crazy : De retour pour mettre le feu
- 1998 : La Fiancée de Chucky
- 1999 : Peur bleue
- 1999 : Jugé coupable
- 1999 : Payback
- 1999 : La neige tombait sur les cèdres
- 1999 : Une vie volée
- 1999 : Mon ami Joe
- 2000 : Gladiator
- 2000 : Les Pierrafeu à Rock Vegas
- 2000 : Un automne à New York
- 2000 : Seul au monde
- 2000 : Space Cowboys
- 2000 : Apparences
- 2001 : Jurassic Park 3
- 2002 : Minority Report
- 2003 : Mystic River
- 2004 : Le Terminal
- 2004 : Le Pôle express
- 2004 : Le Dernier Samouraï
- 2005 : Munich
- 2005 : La Guerre des mondes
- 2006 : Mémoires de nos pères
- 2006 : Lettres d'Iwo Jima
- 2006 : Mission impossible 3
- 2007 : Lions et Agneaux
- 2008 : Indiana Jones et le Royaume du crâne de cristal
- 2008 : Walkyrie
- 2011 : Mission impossible : Protocole Fantôme
- 2011 : Les Aventures de Tintin : Le Secret de La Licorne
- 2012 : Cheval de guerre
- 2012 : Jack Reacher
- 2012 : Lincoln
- 2015 : Mission impossible : Rogue Nation
- 2016 : Jack Reacher: Never Go Back
- 2018 : Mission impossible : Fallout

#### Films d'animation
- 1975 : La Honte de la jungle
- 1980 : Le Chaînon manquant
- 1989 : Charlie
- 1992 : Tom et Jerry, le film
- 1998 : Le Prince d'Égypte
- 2004 : Le Pôle Express

### Télévision

#### Téléfilms
- 2004 : Les Aventures de Flynn Carson : Le Mystère de la lance sacrée

#### Séries télévisées
- La Compagnie de la mouette bleue
- Les Mystères d'Orson Welles
- Racines
- Les Rues de San Francisco

#### Séries d'animation
- 1966-1967 : Laurel et Hardy
- 2008-2022 : Les Simpson (saisons 19 à 34)[5]
- 1990-1995 : Les Tiny Toons